# Rivières (Gard)
Rivières è un comune francese di 336 abitanti situato nel dipartimento del Gard, nella regione dell'Occitania.

## Società

### Evoluzione demografica
Abitanti censiti